# Стефано (супутник)

Ретроградні нерегулярні супутники планети Уран

Стефано (англ. Stephano) — нерегулярний супутник планети Урана. Обертається у зворотному напрямі.
Стефано було виявлено 18 липня 1999 року Ґледманом, Холманом, Кавеларсом, Петі, Скуллом на CCD-зображеннях, отриманих на 3,5-метровому телескопі Канада-Франція-Гаваї на горі Мауна-Кеа разом з Просперо і Сетебосом. Йому було присвоєно тимчасове позначення S/1999 U 2 та Уран XX. Теперішню назву отримав на честь персонажа п'єси В. Шекспира «Буря».
Після спостережень на 5-у паломарському телескопі у серпні 1999 року, а також у травні-червні 2000 року на телескопі Кит Пік і на 2,5-метровому телескопі Ла-Пальма були отримані елементи орбіти супутника.
Елементи орбіти мають схожі риси з елементами орбіти Калібана.